# Metropolitana di Baltimora
La metropolitana di Baltimora è la rete di trasporto pubblico rapido che serve l'area di Baltimora, in Maryland; è gestita dalla Maryland Transit Administration.
Al di fuori del centro della città la linea è sopraelevata.

## Storia
Le origini della metropolitana giacciono in un piano di transito redatto per la zona di Baltimora scritto nel 1966 che prevedeva sei linee di trasporto rapido. I lavori iniziarono ma i costi di costruzione erano saliti al punto da rendere la costruzione impossibile e quindi le linee si ridussero ad una sola. La metropolitana venne inaugurata nel 1983.